# Mario Rigamonti
Mario Rigamonti (Bréscia, 17 de dezembro de 1922 — Superga, 4 de maio de 1949) foi um futebolista italiano que jogava como meio-campista. Seus melhores momentos na carreira foram com a camisa do Torino.
Fez parte do Grande Torino, como ficou conhecida a equipe, considerada uma das melhores da história, cujos atletas acabaram morrendo tragicamente na tragédia de Superga. Rigamonti foi uma das vítimas, tendo falecido com apenas 26 anos de idade.

## Carreira
Revelado no clube de sua cidade natal, Rigamonti assinou com o Torino em 1941, mas teve que esperar o término da Segunda Guerra Mundial para atuar, sendo emprestado para Brescia (1944) e Lecco (1944-45). 
Entre 1945 e 1949, envergou a camisa granata em 140 partidas, marcando um gol. Em sua homenagem, o estádio de Brescia, onde ele nasceu e iniciara a carreira futebolística, recebeu seu nome, assim como o centro de treinamentos da equipe homônima e o estádio municipal de Lecco.
Antes da tragédia, Rigamonti defendeu a seleção da Itália em 3 oportunidades, estrando contra a Hungria, em maio de 1947. Era presença praticamente certa na lista de convocados para a Copa de 1950, uma vez que a base da seleção na época era o time do Torino, sendo dos dezoito mortos, nove convocados regularmente para a seleção, além de um francês (Émile Bongiorni) e um tcheco (Julius Schubert, que era húngaro de nascimento), também convocados constantemente para suas seleções.

## Títulos
Torino
- Serie A: 1945–46, 1946–47, 1947–48, 1948–49